# Washburn AF-40V
Die Washburn AF-40V war eine ab 1984 entwickelte und 1986 vorgestellte E-Gitarre des US-amerikanischen Herstellers Washburn Guitars. Es handelte sich um ein Signature-Modell für den Gitarristen Ace Frehley, der auch für das Design verantwortlich war. Die Gitarre ist im Frehley’s-Comet-Videoclip zu Into the Night  zu sehen.

## Bauweise
Das Instrument wurde aus einem Korpus aus Lindenholz (Basswood) und einem Hals aus Ahorn hergestellt; das zweioktavige Griffbrett bestand aus Carbonit, einem Phenolharz. Die Gitarre war mit einem Humbucker-Tonabnehmer aus Washburns Eliminator-Serie ausgestattet; mit einem Schalter konnte zwischen zwei Abnahmemodi (Singlecoil und Doublecoil) hin- und hergeschaltet werden. Das Tremolosystem der Gitarre stammte ebenfalls aus dem Hause Washburn und gehörte zum Typ WonderBar.
Die Gitarre hatte die Grundform eines vierstrahligen Sterns, dessen zwei obere Strahlen deutlich größer als die beiden unteren waren. Das Instrument wurde in zwei unterschiedlichen Farbgebungen angeboten: Die Grundfarbe war in zwei Fällen Schwarz, zusätzlich war entweder ein roter oder ein weißer Blitz auf das Instrument lackiert, der sich vom Tremolosystem bis etwa zur Mitte des Griffbretts zog. Unterhalb des Blitzes befand sich zwischen dem Tonabnehmer und dem Beginn des Halses der Schriftzug des Ace Frehley-Autogramms. Das Instrument wurde ab 1986 zum Preis von 1.975,- DM auf dem deutschen Markt angeboten; auf dem amerikanischen Markt betrug der Verkaufspreis 987,50 US-Dollar.

## Rezeption
In einem Test der Zeitschrift Metal Hammer wurde der Gitarre 1986 bescheinigt, sie sei „ein echter Komet am Gitarrenhimmel.“ Formgebung, Bespielbarkeit und Design seien „auf einen optimalen Nenner gebracht.“ Wer den Hang zu einem besonderen Instrument verspüre, solle sich die Ace Frehley-Gitarre mal genauer ansehen. Hals und Saitenlage seien „vom Werk aus optimal eingestellt,“ die Regelknöpfe arbeiteten „leicht und gleichmäßig“ und ließen sich „selbst mit schweißnassen Händen optimal bedienen.“ Natürlich sei der Preis von DM 1.975,- „kein Pappenstiel,“ aber spätestens, wenn man die Gitarre in den Händen halte und den Amp aufdrehe, spüre man, „daß dieser Preis mehr als gerechtfertigt“ sei.

## Replica
Die US-amerikanische Firma Ed Roman Guitars (Las Vegas) bietet eine Replica der Gitarre an. Die wesentlichen Unterschiede sind die Verwendung von Mahagoni für den Korpus, der Einsatz eines Floyd Rose-Tremolosystems und der Einbau eines Seymour Duncan Tonabnehmers.